# Ginástica artística nos Jogos Pan-Americanos de 2015 - Individual geral feminino
A competição do individual geral feminino foi um dos eventos da ginástica artística nos Jogos Pan-Americanos de 2015. Foi disputada no Toronto Coliseum entre os dias 12 e 13 de julho.

## Calendário
Horário local (UTC-4).
| Data        | Horário | Fase         |
| ----------- | ------- | ------------ |
| 12 de julho | 10:45   | Qualificação |
| 13 de julho | 18:50   | Final        |

## Medalhistas
| Ouro   | CAN Ellie Black    |
| Prata  | USA Madison Desch  |
| Bronze | BRA Flávia Saraiva |

## Resultados

### Qualificação
| Pos. | Ginasta                    |        |        |        |        | Total  | Notas |
| ---- | -------------------------- | ------ | ------ | ------ | ------ | ------ | ----- |
| 1    | USA Amelia Hundley         | 15.100 | 14.500 | 13.750 | 14.300 | 57.650 | Q     |
| 2    | USA Madison Desch          | 14.950 | 14.450 | 13.250 | 14.650 | 57.300 | Q     |
| 3    | GUA Ana Sofía Gómez        | 14.600 | 14.250 | 14.350 | 14.000 | 57.200 | Q     |
| 4    | BRA Flávia Saraiva         | 14.150 | 13.450 | 14.550 | 14.200 | 56.350 | Q     |
| 5    | USA Megan Skaggs           | 14.900 | 13.750 | 14.050 | 13.400 | 56.100 |       |
| 6    | CAN Ellie Black            | 14.400 | 12.950 | 14.100 | 14.200 | 55.650 | Q     |
| 7    | CAN Isabela Onyshko        | 14.100 | 14.300 | 13.450 | 13.600 | 55.450 | Q     |
| 8    | BRA Daniele Hypólito       | 14.300 | 13.050 | 13.300 | 14.150 | 54.800 | Q     |
| 9    | MEX Ana Lago               | 14.300 | 13.150 | 12.750 | 13.150 | 53.350 | Q     |
| 10   | CUB Leidys Rojas           | 14.200 | 13.050 | 12.450 | 12.750 | 52.450 | Q     |
| 11   | CUB Marcia Videaux         | 14.850 | 13.350 | 12.950 | 11.150 | 52.300 | Q     |
| 12   | BRA Lorrane Oliveira       | 14.750 | 12.900 | 12.100 | 12.050 | 51.800 |       |
| 13   | ARG Ayelen Tarabini        | 13.300 | 12.300 | 12.200 | 13.800 | 51.600 | Q     |
| 14   | PAN Isabella Amado Medrano | 14.050 | 11.850 | 13.350 | 13.200 | 51.450 | Q     |
| 15   | COL Yurany Avendaño        | 13.700 | 12.000 | 12.450 | 13.300 | 51.450 | Q     |
| 16   | COL Ginna Escobar          | 13.800 | 12.800 | 12.450 | 12.400 | 51.450 | Q     |
| 17   | VEN Ivet Rojas Galean      | 14.000 | 12.100 | 12.100 | 13.00  | 51.200 | Q     |
| 18   | PER Ariana Orrego Martinez | 13.850 | 12.700 | 12.150 | 12.400 | 51.100 | Q     |
| 19   | ARG Ailen Valente          | 13.750 | 12.000 | 11.750 | 13.150 | 50.650 | Q     |
| 20   | TTO Marisa Dick            | 13.500 | 12.450 | 12.550 | 12.000 | 50.500 | Q     |
| 21   | CHI Makarena Pinto         | 13.850 | 11.250 | 11.650 | 12.250 | 49.000 | Q     |
| 22   | VEN Katriel De Sousa       | 13.650 | 11.050 | 11.050 | 12.800 | 48.550 | Q     |
| 23   | DOM Yamilet Peña           | 15.100 | 10.900 | 10.150 | 12.300 | 48.450 | Q     |
| 24   | PUR Paula Mejias           | 14.900 | 8.550  | 10.400 | 13.950 | 47.800 | Q     |
| 25   | ECU Elid Hellwing Burgos   | 12.300 | 11.350 | 11.550 | 12.500 | 47.700 | Q     |
| 26   | URU Debora Reis Puyesky    | 11.550 | 11.850 | 10.450 | 10.400 | 44.250 | Q     |
| 27   | BER Sydney Mason           | 12.800 | 9.150  | 10.100 | 11.200 | 43.250 | R     |
| 28   | CAN Maegan Chant           | 14.250 |        | 12.850 | 13.350 | 40.450 |       |
| 29   | CAN Victoria-Kayen Woo     |        | 13.400 | 13.500 | 13.400 | 40.300 |       |
| 30   | CAY Morgan Lloyd           | 11.750 | 7.450  | 10.750 | 10.100 | 40.050 | R     |
| 31   | CUB Dovelis Torres         | 14.300 | 12.450 | 13.150 |        | 39.900 |       |
| 32   | BRA Leticia Costa          | 14.150 | 12.450 |        | 12.850 | 39.450 |       |
| 33   | MEX Amaranta Torres        | 14.150 |        | 12.950 | 12.000 | 39.100 |       |
| 34   | ARG Camila Ambrosio        | 13.600 | 12.000 | 12.400 |        | 38.000 |       |
| 35   | MEX Yanin Retiz            |        | 13.200 | 11.800 | 12.900 | 37.900 |       |
| 36   | VEN Paola Marquez          | 13.400 |        | 12.700 | 11.600 | 37.700 |       |
| 37   | COL Marcela Sandoval       |        | 13.200 | 12.500 | 11.950 | 37.650 |       |
| 38   | ARG Merlina Galera         | 13.300 |        | 12.450 | 11.700 | 37.450 |       |
| 39   | COL Bibiana Velez          | 13.900 | 13.000 | 9.150  |        | 36.050 |       |
| 40   | CUB Mary Morffi            |        | 10.850 | 12.450 | 12.450 | 35.750 |       |
| 41   | BAH Kianna Dean            | 12.250 | 2.550  | 8.150  | 9.650  | 32.600 | R     |
| 42   | USA Rachel Gowey           |        | 14.750 | 14.500 |        | 29.250 |       |
| 43   | USA Emily Schild           | 15.050 |        |        | 13.750 | 28.800 |       |
| 44   | CUB Leidys Perdomo         | 14.150 |        |        | 13.850 | 28.000 |       |
| 45   | VEN Jessica López          |        | 14.300 | 13.400 |        | 27.700 |       |
| 46   | MEX Ahtziri Sandoval       | 13.900 | 13.800 |        |        | 27.700 |       |
| 47   | CAN Madison Copiak         | 13.800 | 13.800 |        |        | 27.600 |       |
| 48   | CHI Franchesca Santi       | 14.300 |        |        | 12.300 | 26.600 |       |
| 49   | COL Lizeth Ruiz            | 13.700 |        |        | 12.450 | 26.150 |       |
| 50   | VEN Eliana Gonzalez        | 13.900 | 11.450 |        |        | 25.350 |       |
| 51   | MEX Elsa García            |        | 13.600 | 11.700 |        | 25.300 |       |
| 52   | ARG Maria Stoffel          |        | 12.000 |        | 11.600 | 23.600 |       |
| 53   | BOL Kaylee Cole            |        | 12.400 | 10.900 |        | 23.300 |       |
| 54   | BRA Julie Kim Sinmon       |        |        | 13.750 |        | 13.750 |       |

### Final
| Pos.              | Ginasta                    |        |        |        |        | Total  |
| ----------------- | -------------------------- | ------ | ------ | ------ | ------ | ------ |
| Medalha de ouro   | CAN Ellie Black            | 14.550 | 14.300 | 14.950 | 14.350 | 58.150 |
| Medalha de prata  | USA Madison Desch          | 14.850 | 14.500 | 13.950 | 14.150 | 57.450 |
| Medalha de bronze | BRA Flávia Saraiva         | 14.200 | 13.800 | 14.400 | 14.650 | 57.050 |
| 4                 | USA Amelia Hundley         | 15.000 | 12.900 | 14.100 | 14.100 | 56.100 |
| 5                 | BRA Daniele Hypólito       | 14.100 | 13.150 | 14.050 | 13.950 | 55.250 |
| 6                 | CAN Isabela Onyshko        | 13.950 | 13.200 | 14.000 | 13.900 | 55.050 |
| 7                 | GUA Ana Sofía Gómez        | 14.650 | 11.800 | 14.400 | 13.450 | 54.300 |
| 8                 | MEX Ana Lago               | 14.050 | 13.500 | 13.050 | 13.250 | 53.850 |
| 9                 | CUB Marcia Videaux         | 14.700 | 13.500 | 11.600 | 13.250 | 53.050 |
| 10                | COL Yurany Avendaño        | 13.550 | 13.250 | 12.750 | 12.700 | 52.250 |
| 11                | COL Ginna Escobar          | 13.800 | 12.700 | 13.00  | 12.650 | 52.150 |
| 12                | ARG Ailen Valente          | 13.650 | 13.200 | 12.800 | 12.400 | 52.050 |
| 13                | PER Ariana Orrego Martinez | 13.850 | 12.800 | 12.250 | 13.100 | 52.000 |
| 14                | TTO Marisa Dick            | 13.450 | 12.400 | 12.800 | 12.600 | 51.250 |
| 15                | ARG Ayelen Tarabini        | 13.150 | 12.400 | 13.300 | 11.300 | 50.150 |
| 16                | CUB Leidys Rojas           | 11.200 | 12.700 | 13.250 | 12.950 | 50.100 |
| 17                | VEN Katriel De Sousa       | 13.600 | 10.900 | 11.550 | 13.000 | 49.050 |
| 18                | PAN Isabella Amado Medrano | 13.650 | 10.950 | 11.750 | 12.150 | 48.500 |
| 19                | PUR Paula Mejias           | 13.500 | 11.650 | 10.150 | 13.000 | 48.300 |
| 20                | ECU Elid Hellwing Burgos   | 12.200 | 11.350 | 12.050 | 12.350 | 47.950 |
| 21                | URU Debora Reis Puyesky    | 12.250 | 11.000 | 11.450 | 10.100 | 44.800 |
| 22                | BER Sydney Mason           | 12.500 | 9.600  | 10.200 | 11.750 | 44.050 |
| 23                | CAY Morgan Lloyd           | 11.550 | 8.750  | 10.550 | 10.300 | 41.150 |
| 24                | VEN Ivet Rojas Galean      |        |        | 12.600 |        | 12.600 |